# Érsekvadkert
Érsekvadkert là một thị trấn thuộc hạt Nógrád, Hungary. Thị trấn này có diện tích 55,37 km², dân số năm 2010 là 3597 người, mật độ 65 người/km².